# Flateyri
Flateyri – miejscowość w północno-zachodniej Islandii, położona na niewielkim półwyspie na północnym brzegu fiordu Önundarfjörður. Nad osadą góruję szczyt Eyrarfjall (668 m n.p.m.). Do miejscowości dochodzi droga nr 64, która poprzez drogę nr 60 łączy ją z Ísafjörður. Na początku 2018 roku liczyła 177 mieszkańców.
Osada od 1792 roku stała się ośrodkiem handlowym i tymczasowo głównym ośrodkiem połowu wielorybów w XIX wieku. W październiku 1995 roku na wioskę spadła lawina zabijając 20 osób i niszcząc 29 domów. Po tej katastrofie zbudowano specjalną tamę, która ma chronić miejscowość przed kolejnymi lawinami.